# Slavonski koktel
Slavonski koktel, koktel koji se pravi od (domaće) šljivovice, sirupa od dinje i leda. 
Izvor:
- Melita Berečić: "Prirodna domaća šljivovica u umjerenoj količini pravi je lijek", Osječki dom, VI, 755, 24-25 - Osijek, 6-10. X. 2005.